# Samarinovac
Samarinovac es un pueblo ubicado en la municipalidad de Negotin, en el distrito de Bor, Serbia.

## Superficie
Posee una superficie de 13,24 kilómetros cuadrados.

## Demografía
Hasta 2011 la población era de 437 habitantes, con una densidad de población de 33,01 habitantes por kilómetro cuadrado.